# Riu Bavispe
El riu Bavispe és un riu de Mèxic que transcorre cap al nord al seu inici i poc després canvia de direcció cap al sud, direcció que segueix durant la major part del seu recorregut, fins que s'uneix al riu Aros per esdevenir el riu Yaqui.

## Història
Històricament, la vall del riu Bavispe va ser l'escenari de moltes escaramusses entre els Apatxe i l'exèrcit mexicà. A principis del segle xvii, es van establir missioners a la part altra del riu.

## Conca
El Bavispe compren un gran part de la conca nord del Yaqui. El corrent principal del Bavispe neix a Sierra Madre Occidental, just a la frontera de Chihuahua, al sud-est de Huachinera, a Sonora, i es forma per la confluència de tres rius al molt oportunament anomenat Tres Rios. El Bavispe es dirigeix cap al nord-oest a través de les muntanyes fins l'extrem nord de la vall del Bavispe. Aquesta vall es dirigeix cap al nord fins que fa un gir de 180° cap a l'oest, envoltant la Sierra del Tigre. A l'extrem nord de la Sierra del Tigre, se li uneixen a l'estat de Morelos, les aigües del riu San Bernardino, el qual neix a l'extrem sud-est del Comtat de Cochise, a Arizona. A partir d'aquesta confluència, el Bavispe gira cap al sud-oest i penetra a la presa de La Angostura, des d'allà continua cap al sud durant 129 quilòmetres fins s'uneix a l'Aros per formar el Yaqui, el qual desemboca a la ciutat portuària de Guaymas, al golf de Califòrnia.

## Ecologia
El riu alberga un conjunt de peixos natius, entre els que es troben Catostomus bernardini, Campostoma ornatum, Gila robusta, Ictalurus pricei, Cyprinella formosa i Agosia chrysogaster. També alberga peixos no natius com el peix gat negre o Ameiurus natalis. Entre els mamífers amenaçats o en perill hi trobem l'antílop americà, el llop mexicà, el jaguar, l'ocelot, el jaguarundi i el ratpenat nassut petit.
El castor americà ha estat històricament nadiu al riu Bavispe: Baird va informar de la presència de castors al Canon de Guadalupe (afluent del riu Bavispe) el 1859, i Mearns el 1907, i Caire va observar activitat de castors al nord de Tasaviri (prop de San Miguelito just a l'oest de Morales) al riu Bavispe el 1978. Un estudi de 1999 va trobar senyals de castors a 14 llocs diferents de la part alta del riu Bavispe, associades amb la presència de pollancres i salzes.